# Melampsora novae-zelandiae
Melampsora novae-zelandiae är en svampart som beskrevs av G. Cunn. 1928. Melampsora novae-zelandiae ingår i släktet Melampsora och familjen Melampsoraceae.   Inga underarter finns listade i Catalogue of Life.